# Liv Ullmann: A Road Less Travelled
Liv Ullmann: A Road Less Travelled är en norsk dokumentärserie med premiär på strömningstjänsten Viaplay den 21 maj 2023. Första säsongen består av tre avsnitt. Serien är skapad av Dheeraj Akolkar som är stått för regin. Kaare Hersoug och Hege Christensen är producenter för serien. Exekutiv producent på NENT Group är Une Søreide.

## Handling
Serien kretsar kring den norska skådespelaren och filmregissören Liv Ullmann. Serien belyser Ullmanns mångsidiga liv och hennes internationella filmkarriär som sträcker sig över 62 år. Historien tecknar en bild av Ullmann som en öppen och nyfiken människa.

## Medverkande i urval
- Liv Ullmann
- Cate Blanchett
- John Lithgow
- Jeremy Irons
- Jessica Chastain
- Sam Waterston
- Pernilla August
- Lena Endre